# Кировский административный округ (Омск)
Ки́ровский администрати́вный о́круг — внутригородская территория (административно-территориальная единица) города Омска.  Расположен в западной части, на левом берегу реки Иртыш. Также часто называемый Левый Берег (Левобережье).
Отличается наибольшей протяжённостью среди административных округов, тянется вдоль реки с севера на юг на 25 километров. Южная старая часть округа представляет собой преимущественно частный сектор малоэтажные постройки. Носит в народе название Старый Кировск. В Кировском административном округе (в частности в северной его части) сосредоточено наибольшее количество многоквартирных домов в городе. Округ активно застраивается жильём, торговыми, развлекательными и офисными комплексами; имеется много подходящих для строительства территорий. 
На Кировский административный округ приходится около 30 % всех гаражных комплексов города. На февраль 2016 года уровень загрязнения воздуха в округе был одним из самых высоких в городе из-за интенсивного автомобильного движения.

## История
Начало округу положила железнодорожная станция разъезд Омск-пост, основанная в 1896 году в составе станицы Атаманской Омского уезда Акмолинской области.

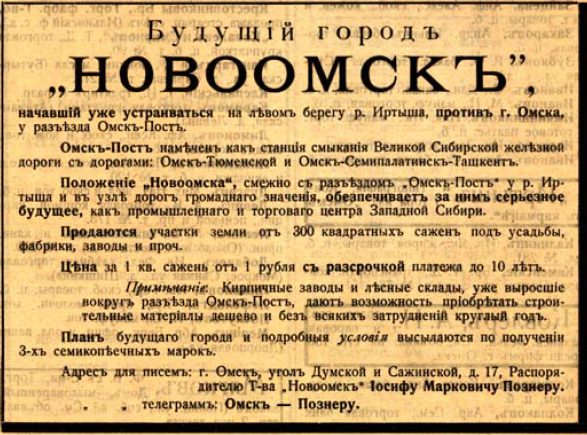
Рекламный проспект. 1910 год

В газете «Объединение» А. А. Папков писал:
В самом городе Омске — этом административном и торговом центре Степного генерал-губернаторства — громадное количество иностранцев, принадлежащих к великобританскому, немецкому, австрийскому, датскому и турецкому подданству, откупили себе, вопреки закону, земельные участки и построили себе дома. Казачьи земли заселяются также иностранцами вопреки тому же закону и естественному пожеланию, чтобы эти земли вечно принадлежали казакам. Под самым г. Омском встречаются теперь поселения немецких колонистов (меннонитов), расположившихся на прежних казацких участках, и на таких же участках стараниями ловких предпринимателей воздвигается теперь рядом с Омском маленький городок, которому эти предприниматели, неизвестно с чьего дозволения, присвоили наименование «Ново-Омска».

В 1912 году на станции разъезда Омск-пост главными товарами по грузообороту были: алебастра, известь, мел, цемент, сало, кожи, масло сливочное, масло топлёное, мясо, свинина, пшеница, овёс, шерсть овечья, крупный рогатый скот, лошади и прочее. Общий грузооборот составил 3 694 145 пудов. Позже, с правой стороны разъезда, появился рабочий посёлок Куломзинский (названный в честь А. Н. Куломзина) для обслуживания шпалопропиточного завода, а разъезд Омск-пост станет станцией Куломзинской.
Действовала Новоомская церковь с нештатным приходом Омской епархии, которым заведовал иеромонах Гурий. В 1912 году в церкви было совершено 138 крещений, 4 брака, 54 погребения. Действовала Ново-Омская аптека Розенплентера с 1 фармацевтом, 2 аптекарскими учениками. Имелось 11648 платных рецептов, от которых было выручено 5824 рубля 35 копеек, по ручной продаже выручено 7893 рубля 43 копейки.
Город Ново-Омск находился в 9 верстах от города Омска на левом берегу Иртыша и в полицейском отношении временно был подчинён атаману станицы Атаманской. В городе проживало 1130 человек в 270 дворах.
В состав города входила станция разъезда Омск-пост. Начальником станции был Леонтий Никифорович Топольский. Шпалопропиточным заводом заведовал коллежский советник провизор Людвиг Адольфович Турау.
В 1913 году в городе осуществляли торговую деятельность следующие крупные купцы и товарищества:
- Д. Т. Рзянин (агентурно-комиссионная контора, занимался продажей земельных участков в городе);
- Склад пивоваренного завода Товарищество «Степанищев, Н. Е. и Ко» на станции Омск-пост;
- П. П. Рахманов (оптовая продажа хлеба (зерна));
- Торговый дом «Рзянин» (оптовая продажа хлеба (зерна));
- Переселенческое управление (торговля лесом, станция Омск-пост);
- Товарищество по выделки перловых круп (оптовая продажа хлеба, зерна, муки);
- А. А. Лепп (биржа на станции Омск-пост);
- П. В. Мельников купец II гильдии Тарского уезда (хлебные операции на Омской бирже);
- Бакалейная торговля: А. А. Анисимов, А. С. Аксёнов, Е. А. Архипов, П. И. Беккер, П. О. Блинов, Н. И. Воронин, А. А. Гуськов, В. И. Минервин, Е. М. Михайлов, М. Я. Семилетов, Ф. Д. Сергеев, Д. И. Симонов, М. М. Янулис;
- Бакалейно-мануфактурная торговля: А. С. Бондаренко, И. Л. Жалкович;
- Лесная торговля: горно-заводское Богословское общество, В. Л. Жернаков, главная контора лесных складов, переселенческое управление;
- Кирпичные заводы: А. И. Ременниковой, С. А. Хобац, И. Д. Шаповаленко, наследники И. А. Гольцева, К. С. Перескокова, И. П. Донова, И. А. Юрина, Омского полкового общества;
- Мелочная торговля: В. Т. Крещановский, П. Ф. Попов, Д. И. Петухов, А. П. Ширяев;
- Паровые мельницы: АО «Семипалатинских паровых мельниц», А. А. Лепп, товарищество «Рзянин Д. Т. и Ко»;
- Мучная торговля: А. А. Лепп;
- Мясная торговля: торговый дом «Братья Болотовы»;
- Постоялые дворы: Е. А. Архипов, М. Я. Семилетов, П. С. Фромов;
- Разные товары: торговый дом «Рзянин и Ко», Омско-Тобольское товарищество;
- Трактиры: М. М. Савичевская;
- Фабрики: товарищество «Мусина» (выработка перловых круп);
- Хлебная торговля: П. И. Беккер, Х. Я. Поин, И. А. Ризбрех, М. А. Иванов, М. М. Кайлер, П. В. Мельников, М. Ф. Наам, Д. И. Петухов, П. П. Рохманов, Н. Я. Смирнов, Ф. Ф. Штумпф.

22 декабря 1918 года в Омске произошло восстание большевиков, быстро подавленное правительственными силами.
В 1919 году входит в состав Омского уезда Омской губернии.
Постановлением ВЦИК от 31 мая 1924 года город Ново-Омск становится центром Омского уезда.
Постановлением ВЦИК от 25 мая 1925 года входит в образованный Омский округ Сибирского края.
На 17 декабря 1926 года в городе проживало 11 050 человек.
На 1929 год в городе насчитывалось жилплощади государственного фонда 7120 квадратных метров, 4249 квадратных метров жилплощади кооперативного фонда, 39122 квадратных метра частного жилищного фонда. Было построено 97 новых строений (72 деревянных, 25 глиняных) на сумму 76600 рублей.
В 1930 году город Ново-Омск становится центром Ново-Омского района Западно-Сибирского края. Главными отраслями промышленности района были: шпало-пропиточное, кожевенное, меховое, мукомольно-крупяное, хлебопечение. Было выделено для благоустройства и мощение улиц 30000 рублей. Было построено 14 новых строений на сумму 30100 рублей.
На 1 января 1931 года в городе насчитывалось 2 школы I ступени с 546 учащимися (в том числе 467 детей рабочих, 5 детей колхозников), 14 преподавателей. Действовала 1 школа 7-летка (ШКС) с 669 учащимися (в том числе 451 ребёнок рабочих, 17 детей колхозников), 25 преподавателей. Действовали 2 фабрично-заводские школы 7-летки с 1122 учащимися (в том числе 716 детей рабочих, 26 детей колхозников), 42 преподавателя. Действовала трудовая коммуна для подростков с 64 учащимися и 3 преподавателями. Число детей школьного возраста от 8 до 11 лет насчитывалось 1000, обучалось 1664.
Функционировала 1 амбулатория городского типа с числом полных приёмов 6. В больнице городского типа находилось на излечении 2 человека. Больница имела 63 сменные койки. Действовала 1 общая консультация. Число полных врачебных приёмом 1,5. Консультацию посетило 1940 детей и 2372 женщины. Всего в городе насчитывалось 15 врачей, в том числе 2 санитарных врача, 2 врача ОЗД и П, 22 человека среднего медицинского персонала.
В городе издавалась колхозная газета «Большевистский путь», выходящая 12 раз в месяц, тиражом 2500 экземпляров, 1326 подписчиков.
В городе насчитывалось 1158,2 квадратных метров улиц, в том числе замощено 9,9 квадратных метров. Общая площадь протяжённости улиц 56,4 километров. Было 22 точки уличного горения света.
На 1 апреля 1931 года в городе проживало 14316 человек.
В 1931 году в городе Ново-Омск функционировали следующие крупные предприятия:
- Кожевенный завод имени Рыкова Запсибкожтреста;
- Кожевенный завод № 1 имени Рыкова Сибкожтреста;
- Мельница № 4 АО «Союзхлеба» (ул. Сибирская 43);
- Мельница № 4-с АО «Союзхлеба» (ул. Сибирская 19);
- Ново-Омский маслотрест № 43.

Постановлением ВЦИК от 10 апреля 1933 года «О ликвидации Краснинского и Томского районов Западно-сибирского края и о подчинении горсоветам Анжеро-судженскому, Ленинск-кузнецкому, Томскому сельских местностей, а также об объединении городов Ново-Омска и Омска в один город» город Ново-Омск объединён с городом Омском.
3 марта 1935 года на основании постановления Омского городского Совета рабочих, крестьянских и красноармейских депутатов был образован Кировский городской округ. Назван в честь Сергея Мироновича Кирова.
С 1947 года в нём осуществляли правосудие два судебных участка (народные суды), которые были упразднены 20 декабря 1960 года. На их базе был образован Кировский районный народный суд города Омска. При исполкоме и на предприятиях района действовали товарищеские суды.
В 1970-е годы был проведён эксперимент: кварталы и микрорайоны были возведены на намытом грунте (песке).

## Население
| 2002    | 2009     | 2010     | 2013     | 2019     | 2021     |
| ------- | -------- | -------- | -------- | -------- | -------- |
| 241 100 | ↘238 077 | ↗244 533 | ↗251 000 | ↗261 000 | ↘248 209 |

## Главные улицы
- 70 лет Октября
- Конева
- бульвар Архитекторов
- Дианова
- Комарова
- Лукашевича
- Олега Кошевого
- Торговая
- Мельничная
- Путилова

## Экономика округа
До Октябрьской революции существовало производство по выделке кож, а также крупяной и свечной заводы.
На настоящий момент на северной окраине округа располагаются омский филиал пивоваренной компании «САН ИнБев», мясокомбинат «Омский», молочный завод «Манрос-М». Также в округе располагается ОАО «Омский комбинат строительных конструкций».
В центральной части округа расположены крупные торговые комплексы — ярмарка «Торговый город», Торговый центр «Маяк», «Континент», «Лента», «МЕГА» (включает в себя «IKEA» и «Ашан»).
На пересечении улиц 70 лет Октября и Конева находится торгово-офисный центр «Фестиваль», проектирование которого началось в 2005 году в ОАО ТПИ «Омскгражданпроект» под руководством главного архитектора Татьяны Сенцовой. Огромные атриумные пространства в то время были для омичей необычными, но к концу строительства «Фестиваль» не смотрелся столь впечатляюще, поскольку рядом за 5-7 лет появились другие интересные здания. Однако посетители специализированных интернет-порталов ассоциируют город Омск именно с «Фестивалем».
На территории округа расположены 2 аэропорта (местных воздушных линий и международный «Омск — Центральный» в центральной части округа), пристани Омского речного порта, автовокзал регионального значения. Через округ проходят трассы федерального значения — на запад России и на юг — в Казахстан.

## Культура

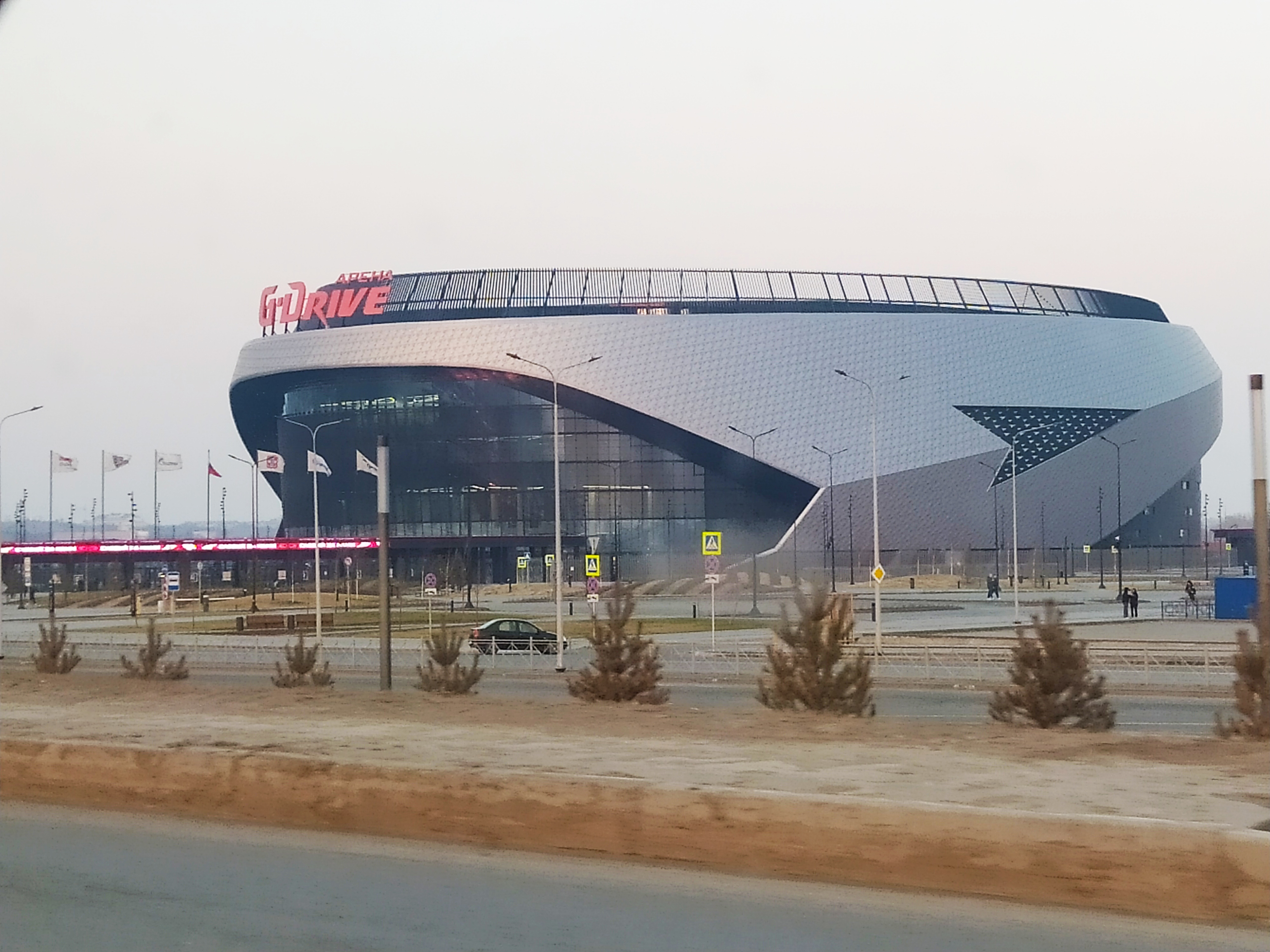
МСК «G-Drive арена»

На территории округа проводятся международные выставки вооружения и военных технологий (ВТТВ). Наиболее значительные культурно-досуговые центры: окружной Дворец культуры, КДЦ «Иртыш», комплекс «Дворец молодёжи» и «Континент». В холле, соединяющем корпуса «Континент» и «Континент-2», регулярно проводятся выставки художников. На площади перед «Континентом» проходят различные выставки (в том числе ВТТВ).
В северной части округа, на берегу Иртыша до 2019 года располагалась Арена Омск — одна из крупнейших ледовых арен в России. На её месте к 2022 году построена G-drive Арена, торжественное открытие которой состоялось 1 октября 2022 года.
В Старом Кировске на площади Борцов Революции расположен памятник 22 декабря 1918 года — братская могила, в которой похоронены участники Куломзинского восстания, которые в начале зимы 1918 года выступили против белогвардейцев.
По обе стороны автомобильной дороги, спускающейся с Ленинградского моста, расположены два памятника. Южнее — парк имени 30-летия Победы, общегородской мемориал в память о воинах-сибиряках, участвовавших во Второй мировой войне. Севернее — природный заповедник регионального значения «Птичья гавань», где водится более 150 видов птиц, единственный в России заповедник, расположенный в центре промышленного мегаполиса.
К юбилею города открыт парк имени 300-летия Омска.
В парке 300-летия Омска после реконструкции открыли памятник «Воинам-омичам, погибшим в локальных войнах и конфликтах».

## Образование и медицина
Два ВУЗа округа расположены на проспекте Комарова: Омская академия МВД России и Омская академия экономики и предпринимательства.
В округе находится уникальное для России медицинское учреждение — городская клиническая больница № 1 им. А. Н. Кабанова.